# Anatomisk terminologi
Anatomisk terminologi er en form for videnskabelig terminologi brugt af anatomer, fysiologer, zoologer og sundhedsprofessionelle såsom læger.
Anatomisk terminologi bruger mange unikke termer, endelser og præfikser der kommer fra oldgræsk og latin. Disse termer kan være forvirrende for dem der ikke er kendt med dem, men kan være mere præcise, hvorved dobbeltbetydninger og fejl reduceres. Og fordi disse anatomiske termer ikke bruges i hverdagstale, er risikoen for at deres betydning ændrer sig mindre, og dermed risikoen for at de bliver misforstået.
For at illustrere hvor upræcis hverdagstale kan være: et ar "over håndleddet" kan være lokaliseret på underarmen to eller tre centimeter fra hånden, eller i bunden af hånden; og kan være på forsiden og bagsiden af armen. Ved at brugen præcis anatomisk terminologi kan sådanne misforståelser elimineres.
Et vigtigt par termer er dexter og sinister, der betyder højre og venstre. I almindeligt sprog vil der være usikkerhed om det er patientens højre side eller lægens højre - som jo er patientens venstre. Den usikkerhed forsvinder når man bruger de latinske termer, der er defineret som patientens højre: dexter, og patientens venstre: sinister. 
En international standard for anatomisk terminologi, Terminologia Anatomica, er blevet lavet.